# Chiesa di San Michele (Ortignano Raggiolo)
La chiesa di San Michele è un edificio sacro che si trova a Raggiolo, nel comune di Ortignano Raggiolo.

## Descrizione e storia
La chiesa venne costruita su quello che restava del palazzo dei conti Guidi, costruito all'inizio del XIV secolo e distrutto nel 1440 dai fiorentini capitanati da Niccolò Piccinino. Nella prima metà del XVIII secolo l'edificio fu profondamente ristrutturato e nel 1735 fu eretto a pieve. L'iscrizione posta alla base del campanile che reca la data 1829 documenta forse un approfondito restauro.
La facciata è a salienti, in pietra. Sul lato destro, tamponato sul paramento murario, si vede un antico portale gotico, pertinente probabilmente al distrutto palazzo dei Conti Guidi. Al di sopra, in una piccola nicchia, è lo stemma della fiorentina Arte della Lana e spiegabile col fatto che già alla metà del XIV secolo il castello di Raggiolo si era già assoggettato al dominio di Firenze.
L'interno si presenta a tre navate (ma con la navata centrale molto più larga di quelle laterali) divise da quattro pilastri quadrati a finto marmo e coperto con volte a crociera. Vi sono conservate due pregevoli opere quattrocentesche, in stucco dipinto: la prima, all'interno di una teca collocata all'altare destro è un busto con il Redentore, attribuito alla bottega di Andrea Ferrucci, stretto seguace del Verrocchio. In fondo alla navata destra è una Madonna col Bambino, attribuita alla bottega di Donatello. 
Tra di esse, sopra una porta, è anche una tela con San Michele Arcangelo e il drago, interessante e curiosa copia libera del dipinto con lo stesso soggetto dipinto da Antonio del Pollaiolo per la Compagnia di Sant'Angelo di Arezzo. Un'iscrizione in basso riporta la firma del pittore aretino Silvestro Pontenani ma purtroppo una data incompleta.
Dietro l'altare maggiore, in una nicchia settecentesca di estrosa fantasia decorativa, è collocata una scultura lignea raffigurante San Michele Arcangelo che calpesta il demonio, di alta qualità, riferibile forse al fiorentino Giovanni Nigetti e databile al secondo quarto del Seicento.
All'altare sinistro è un piccolo dipinto con la Madonna col Bambino, detto "delle Grazie", del primo Seicento, ed intorno ad esso una tempera con Angeli in adorazione eseguito da Gualtiero De Bacci Venuti nel 1908.